# Psolus granulosus
Psolus granulosus is een zeekomkommer uit de familie Psolidae.
De wetenschappelijke naam van de soort werd in 1906 gepubliceerd door Clément Vaney.